# Anomala rhodope
Anomala rhodope är en skalbaggsart som beskrevs av Bates 1888. Anomala rhodope ingår i släktet Anomala och familjen Rutelidae. Inga underarter finns listade i Catalogue of Life.